# سانتود
سانتود (به مجاری:  Szántód) یک منطقهٔ مسکونی در مجارستان است که در ناحیه شیوفوک واقع شده‌است. سانتود ۷٫۹۱ کیلومتر مربع مساحت و ۵۸۱ نفر جمعیت دارد.